# Carrascalejo Viejo
Carrascalejo Viejo (antiguamente Carrascalejo de Huebra) es una localidad deshabitada del municipio de La Sagrada, en la comarca de La Huebra, provincia de Salamanca, España. 

## Toponimia
Su nombre deriva de Carrascalexo, denominación con la que viene registrado en la documentación de final de la Edad Media. A Carrascalejo se le añade el Viejo para diferenciarlo del actual poblado de Carrascalejo de Huebra, ubicado un kilómetro al norte y que tomó su nombre del Carrascalejo de Huebra original (actual Carrascalejo Viejo) al crearse por el Instituto Nacional de Colonización en el siglo XX.

## Historia
La fundación de Carrascalejo se remonta a la Edad Media, obedeciendo a las repoblaciones efectuadas por los reyes leoneses en la Alta Edad Media, que lo ubicaron en el arciprestazgo de la Valdobla, dentro de la Diócesis de Salamanca y el Reino de León.
Con la creación de las actuales provincias en 1833, Carrascalejo Viejo, aún como municipio independiente y denominado Carrascalejo de Huebra, quedó encuadrado en la provincia de Salamanca, dentro de la Región Leonesa.
Finalmente, en torno a 1850, el hasta entonces municipio de Carrascalejo de Huebra quedó integrado en el de La Sagrada, al que pertenece actualmente.

## Demografía
Carrascalejo Viejo fue abandonado a mediados del siglo XX, encontrándose actualmente deshabitado, quedando restos de sus antiguas casas, así como de la antigua iglesia.

## Monumentos
- Iglesia de San Pedro. Pese a estar abandonada, aún mantiene buena parte de su estructura, destacando su espadaña de dos arcos.